# Biernatka
Biernatka est une localité polonaise de la gmina mixte de Czarne située dans le powiat de Człuchów en voïvodie de Poméranie. Elle se trouve à environ 28 km à l'ouest de Człuchów et 134 km au sud-ouest de la capitale régionale Gdańsk.

## Géographie

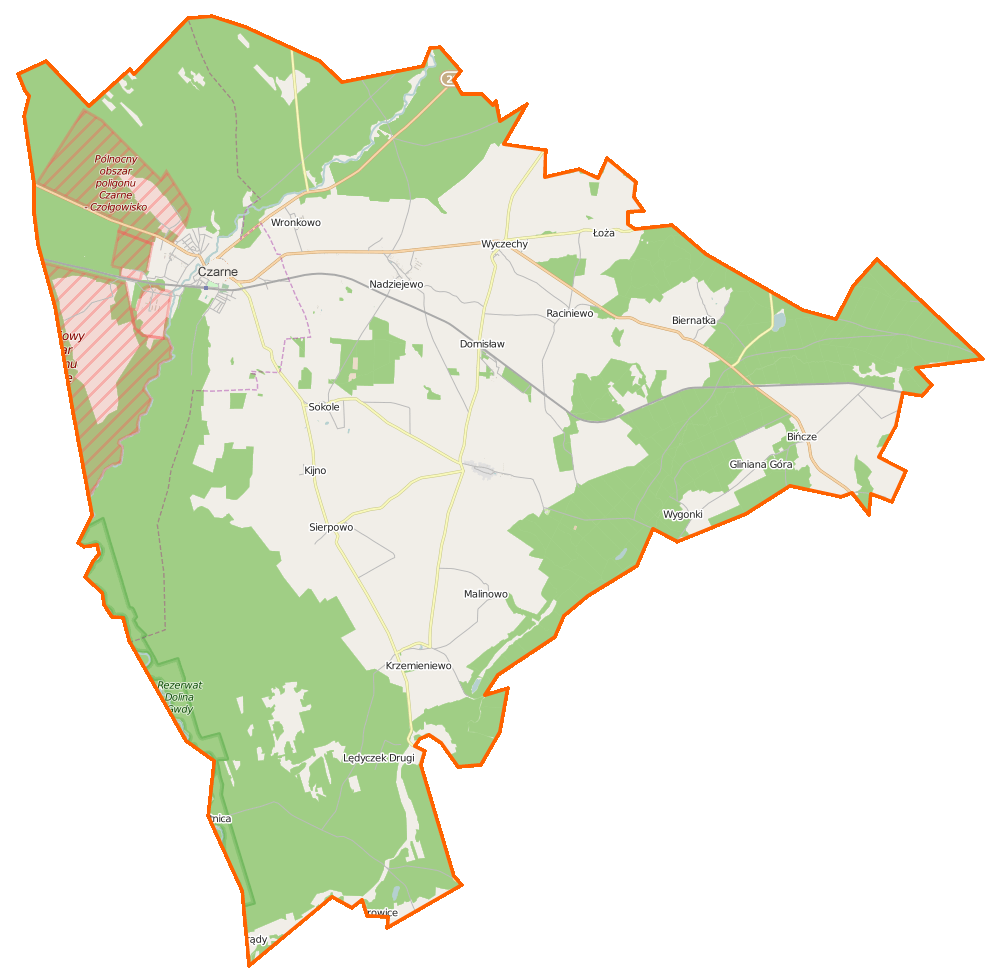
Carte de la gmina de Czarne.